# Spontane menschliche Selbstentzündung
Spontane menschliche Selbstentzündung (englisch Spontaneous human combustion, SHC) ist die Bezeichnung für einen modernen Mythos, nach dem menschliche Körper ohne Anlass in Flammen aufgehen können. Dieser Mythos basiert auf der Existenz von Leichen, von denen Körperteile teils mitsamt Knochen verbrannt waren, während die Gegenstände in der Nähe unversehrt blieben. Es gibt unterschiedliche Theorien, mit denen das Phänomen erklärt werden soll. Für ein „spontanes“ Verbrennen oder eine „Selbstentzündung“ existieren weder bestätigte Augenzeugenberichte noch gibt es andere Beweise für die Existenz des Phänomens. Wissenschaftliche Studien zeigen Möglichkeiten auf, wie es unter bestimmten Umständen möglich sein kann, dass Körperteile in der beschriebenen Form verbrennen.

## Fälle vor dem 20. Jahrhundert
Frühe Vertreter der SHC-Hypothese benennen Opfer aus der Bibel, die durch göttliche Heimsuchung verbrannten. Im Mittelalter galt der Alkoholkonsum als wahrscheinlichste Ursache für solche Fälle. Eine Geschichte aus dieser Zeit handelt vom Ritter Polonus Vorstius, der 1470 in Mailand nach exzessivem Alkoholkonsum in Flammen aufgegangen sein soll.
Der Kriminalbiologe Mark Benecke nennt ein angebliches Opfer aus Paris, das in den Acta Medica et Philosophica von 1671/1672 vermerkt ist. Als die Französin Nicole Millet aus Reims am Pfingstmontag 1725 verbrannte, konnte ihr wegen Mordes angeklagter Ehemann das Gericht von einer spontanen menschlichen Selbstentzündung überzeugen und so einer Verurteilung entgehen.
Das Phänomen der verbrannten Leichen in unverbrannter Umgebung wurde von Jonas Dupont in seinem 1763 in Leiden erschienenen Werk Dissertatio inauguralis de Incendiis Corporis Humani Spontaneis zusammengestellt.

## Fälle in neuerer Zeit
Der wohl bekannteste Fall aus dem 20. Jahrhundert ist der Tod von Mary Reeser. Die als „Cinder Lady“ (deutsch „Aschendame“) bekannt gewordene Frau aus Florida starb in der Nacht vom 1. zum 2. Juli 1951, nachdem sie wegen des Konsums von Schlaftabletten während des Rauchens bewusstlos geworden war. Das FBI vermutete den Dochteffekt als Todesursache.
In der Nacht vom 4. zum 5. Dezember 1966 starb der körperlich eingeschränkte John Irving Bentley in Pennsylvania. Nach Ermittlungen von Joe Nickell entzündete er vermutlich mit seiner durch glühenden Pfeifentabak brennenden Kleidung den Linoleumboden seines Badezimmers, wodurch das Feuer verstärkt wurde.
Der Tod von Robert Francis Bailey am 13. September 1967 in London wurde auf seinen Alkoholkonsum zurückgeführt. John E. Heymer war 1980 in Wales als diensthabender Polizeibeamter vor Ort, als die Leiche von Henry Thomas gefunden wurde.
Im Fall der Verbrennung der geistig behinderten Jeannie Saffin, die sich am 15. September 1982 in London vor den Augen ihrer Verwandten abgespielt haben soll, wurde SHC vom zuständigen Rechtsmediziner als Todesursache ausgeschlossen.
Am 23. September 2011 berichtete The Telegraph, dass in Irland ein Gerichtsmediziner nach dem Feuertod eines 76-jährigen Rentners SHC als Todesursache feststellte. Spuren des Feuers waren lediglich an der Decke und am Boden sichtbar. Auch die BBC berichtete darüber.

## Erklärungsversuche und Mythen

### Alkohol
Insbesondere in den Berichten aus dem 17. und 18. Jahrhundert wird oft exzessiver Konsum von Alkohol als Ursache für die spontane menschliche Selbstentzündung vermutet. Man glaubte, durch übermäßiges Trinken brennbarer Spirituosen werde der menschliche Körper selbst brennbar. Allerdings würde ein Mensch an einer Alkoholvergiftung sterben, ehe er die nötige Konzentration von Alkohol erreicht. Der Chemiker Justus von Liebig zeigte bereits 1850, dass ein mit verdünntem Alkohol getränktes Gewebe selbst bei einer externen Flamme nicht zu Asche verbrennt.

### Elektrizität
Eine alternative Theorie, die auf Erkenntnissen des New Yorker Elektroingenieurs Robin Beach basiert, erklärt die spontane menschliche Selbstentzündung mit einer elektrostatischen Entladung. Demnach sollen Menschen mit besonders trockener Haut bis zu 30.000 Volt erzeugen können, während bei durchschnittlichen Menschen höchstens Werte bis 20.000 Volt erreicht werden. Diese Elektrizität soll unter bestimmten Umständen ein Feuer erzeugen, das zur nahezu vollständigen Verbrennung des Körpers ausreicht. Dieser Theorie konnten jedoch deutliche Mängel nachgewiesen werden, unter anderem, weil sie nicht erklärt, warum bei vielen der angeblichen Opfer das Feuer von innen kam.

### Chemische Reaktionen
1996 veröffentlichte der Kriminalpolizist John E. Heymer sein Buch The Entrancing Flame. Er untersuchte Fälle, in denen die Opfer wegen Einsamkeit psychisch instabil waren. Daraus leitet Heymer einen psychosomatischen Prozess ab. In einer Kettenreaktion sollen Wasserstoff und Sauerstoff im Körper freigesetzt werden und Explosionen in den Mitochondrien verursachen. Allerdings müssten die beiden Elemente dazu als Gase in den Zellen vorhanden sein, was wissenschaftlichen Erkenntnissen widerspricht. Eine ähnliche Theorie präsentierte der Maschinenbauingenieur Larry Arnold, der dem Pyroton, einem angeblichen, bisher unentdeckten subatomaren Teilchen, eine verheerende Wirkung zuschreibt.

### Kugelblitze
Von verschiedenen Wissenschaftlern werden Kugelblitze als Ursache der spontanen Selbstentzündung angesehen. Es wird vermutet, dass der Kontakt mit einem Kugelblitz die in dessen Inneren gespeicherte Energie schlagartig freisetzt, wodurch dann eine Verbrennung ausgelöst wird. Dies ist jedoch nicht bestätigt worden und bleibt eine Spekulation.

## Wissenschaftliche Untersuchungen

### Untersuchungen von Mark Benecke
Die Vorstellung einer Selbstentzündung und extrem schnellen, vollständigen Verbrennung eines Menschen widerspricht physikalischen und chemischen Gesetzmäßigkeiten. Der deutsche Kriminalbiologe Mark Benecke widerlegt in seinen Artikeln die Theorie der spontanen menschlichen Selbstentzündung mit forensischen Fakten. Da der menschliche Körper zum größten Teil aus Wasser besteht und außer Fett und Methan keine brennbaren Bestandteile enthält, ist eine derartige Selbstentzündung nahezu unmöglich. Damit ein Körper brennen kann, müsse er rund zwei Stunden lang auf eine Temperatur von mindestens 870 °C erhitzt werden. Die offiziellen Berichte von Fällen angeblicher spontaner Selbstentzündung weisen darauf hin, dass sich die Opfer meistens in der Nähe einer Feuerquelle befanden (Kamin) oder eine solche in der Hand hielten (Zigarette, Pfeife). Da das Feuer eine regelmäßige Zufuhr von Sauerstoff und brennbares Material benötigt und sich vertikal schneller ausbreitet als horizontal, lässt sich auch erklären, warum die Umgebung rund um das Opfer nicht oder nur in geringem Ausmaß in Mitleidenschaft gezogen wird. Ein Temperaturgradient ist dafür verantwortlich, dass insbesondere die Extremitäten und die inneren Organe oft unversehrt bleiben. Benecke vermutet außerdem, dass die Anhänger der SHC-Theorie oft Fotos als Beweis nutzen, die erst entstanden, als ein Teil der verbrannten Leiche bereits entfernt wurde.

### Erklärung durch den Dochteffekt
Die unter Wissenschaftlern verbreitete Erklärung des Zustands der Leichen ohne eine spontane Selbstentzündung ist der Dochteffekt. Demnach setzt eine offene Flamme, beispielsweise von einer Zigarette, die Kleidung des Opfers oder andere Textilien in Brand. Brennt das Feuer unter bestimmten Umständen lange und heiß genug, verflüssigt sich durch die Hitze das direkt unterhalb der Haut befindliche Fettgewebe. Wie eine Kerzenflamme sich vom Wachs nährt, verbrennt das Fett, ohne die Umgebung zu beschädigen. Bei den untersuchten Fällen geht man davon aus, dass die Opfer bei Ausbruch des Feuers bereits tot oder bewusstlos waren.
Am 26. August 1998 sendete BBC One eine Dokumentation der Serie Q.E.D. mit dem Titel „The Burning Question“, in der mit Hilfe eines Experiments diese Theorie des Dochteffekts bestärkt werden sollte. Zu diesem Zweck wurde ein totes Schwein in eine Decke gehüllt und angezündet. Wie in der Theorie angenommen, brannte das Fett des Schweins lange Zeit, ohne dass die Umgebung Schaden nahm. Dass bei einem der untersuchten Todesfälle im Zimmer ein Fernseher knapp unter der Zimmerdecke schmolz, erklärten die BBC-Wissenschaftler mit einer Konvektionsströmung der aufsteigenden heißen Luft.
2008 wurde vom Discovery Channel in einer Sendung der Fall von George Mott gezeigt, der durch Rauchen im Bett bei geöffnetem Ventil seines Sauerstoffgerätes eine vermeintliche Selbstentzündung verursachte, durch die sein Körper bis auf die Gliedmaßen verbrannte.

### Verbrennungen an Tutenchamuns Leiche durch Einbalsamierung
Eine britische Studie aus dem Jahr 2013 hat zur These, dass bei Tutenchamun kurz nach seiner Bestattung eine „unglaubliche chemische Reaktion“ der Balsamierungsöle zur Selbstentzündung im Sarkophag geführt habe. Es sei vorstellbar, dass textiles Gewebe, das ausgehärtetes Öl enthält und in einer ausreichenden Menge zusammengeballt und wärmeisoliert ist, sich nach einer gewissen Zeit bis auf Entzündungstemperatur erhitze und schwelend, glimmend oder mit Flamme zu brennen beginne und damit den Leichnam bis zu einem gewissen Grad versenge oder sogar an- oder verbrenne.

## Fälle in Literatur und Film
Charles Dickens verwendet das Phänomen der spontanen menschlichen Selbstentzündung im Zusammenhang mit Alkohol in seinem 1852 erschienenen Roman Bleak House. In Frederick Marryats Roman Jacob Faithful von 1834 stirbt die Mutter des Helden auf ähnliche Weise. Der russische Schriftsteller Nikolai Wassiljewitsch Gogol verwendet die SHC gleich in drei seiner Geschichten. Jules Verne lässt 1878 in Ein Kapitän von fünfzehn Jahren einen afrikanischen König durch Alkoholeinfluss in Flammen aufgehen. Émile Zola schildert in seinem Roman Doktor Pascal (1893) einen Fall von menschlicher Selbstentzündung als Folge von jahrzehntelangem massivem Alkoholmissbrauch, wobei das Opfer hier bis auf einen kleinen Rest von Körperfett vollständig zu Asche verbrannt sein soll. Im 2004 veröffentlichten Roman Burn Case – Geruch des Teufels von Douglas Preston und Lincoln Child werden die Morde als spontane menschliche Selbstentzündung inszeniert. Der Täter nutzt dazu eine Waffe, die mit Mikrowellen arbeitet. In dem Roman Jürgen (2017) von Heinz Strunk spielt das Thema Selbstentzündung ebenfalls eine Rolle. Die Geschwister einer der Hauptfiguren sterben zeitlich unabhängig voneinander durch spontane Selbstentzündung. 
Tobe Hooper widmete dem Phänomen 1990 seinen Horrorfilm Spontaneous Combustion (deutscher Verleihtitel: Fire Syndrome). In der fiktiven Reportage This Is Spinal Tap von 1984 explodieren wiederholt Schlagzeuger einer Band auf der Bühne, wobei ein weiteres Bandmitglied in einem Interview auf spontane menschliche Selbstentzündung verweist und diese mit einer Verschwörungstheorie in Zusammenhang bringt („Jedes Jahr entzünden sich dutzende von Menschen spontan, es wird nur nicht groß darüber berichtet.“). Anspielungen finden sich ferner in jeweils einer Folge der Fernsehserien Picket Fences (Staffel 2 Folge 2), Dead Like Me, Akte X – Die unheimlichen Fälle des FBI, CSI: Den Tätern auf der Spur, Fringe – Grenzfälle des FBI (Staffel 4 Folge 21), Riverdale (Staffel 6  Folge 10), Grey’s Anatomy, Numbers – Die Logik des Verbrechens, South Park, Water Rats – Die Hafencops, Navy CIS, The Mentalist und Bones – Die Knochenjägerin sowie in scherzhafter Form in dem Film Con Air. Auch in der Serie PSI Factor wird die Spontane menschliche Selbstentzündung gleich in mehreren Folgen behandelt. Die Trickserie South Park widmet dem Thema die zweite Folge der dritten Staffel (Spontane Selbstentzündung, englisch Spontaneous Combustion). In der Inspector-Barnaby-Folge Brennen sollst du! verbrennen mehrere Menschen durch scheinbare spontane Selbstentzündung, was jedoch auf Manipulation der Kleidung mit gelöstem Phosphor zurückgeführt werden kann. Die französische Miniserie Moloch von Arnaud Malherbe aus dem Jahr 2020 behandelt das Thema und die Jagd nach einem Serienmörder.
Simon Beckett greift das Thema in seinem Kriminalroman Kalte Asche auf, der auf den Äußeren Hebriden spielt.
In Indien hat Spontane Selbstverbrennung einen religiösen Unterton. Ein sehr bekannter Mythos beginnt damit. Shivas erste Frau Sati soll vor Wut in Flammen aufgegangen sein, als Shiva und sie nicht zum Fest ihres Vaters Daksha eingeladen waren. Shiva rächte sie, zerstörte das Fest und zog nachher mit Satis Leiche trauernd in Indien umher, bis diese zerfiel. Tempel der Göttin markieren die Stellen, an denen ein Körperteil auf die Erde fiel. So ist zum Beispiel Kalkutta der Ort, wo Satis kleiner Zeh liegenblieb (also der unterste, für Menschen am einfachsten erreichbare Teil). Satis Selbstverbrennung war das Vorbild für die Witwenverbrennungen, die auch Sati (= Treue) heißen.
Der Manga Fire Force von Atsushi Ōkubo behandelt auch dieses Thema.

## Verwandte Themen
- Selbstentzündung – eine meist unerwünschte Brandursache
- Selbstverbrennung – eine Form des Suizids